# Marineria veneziana

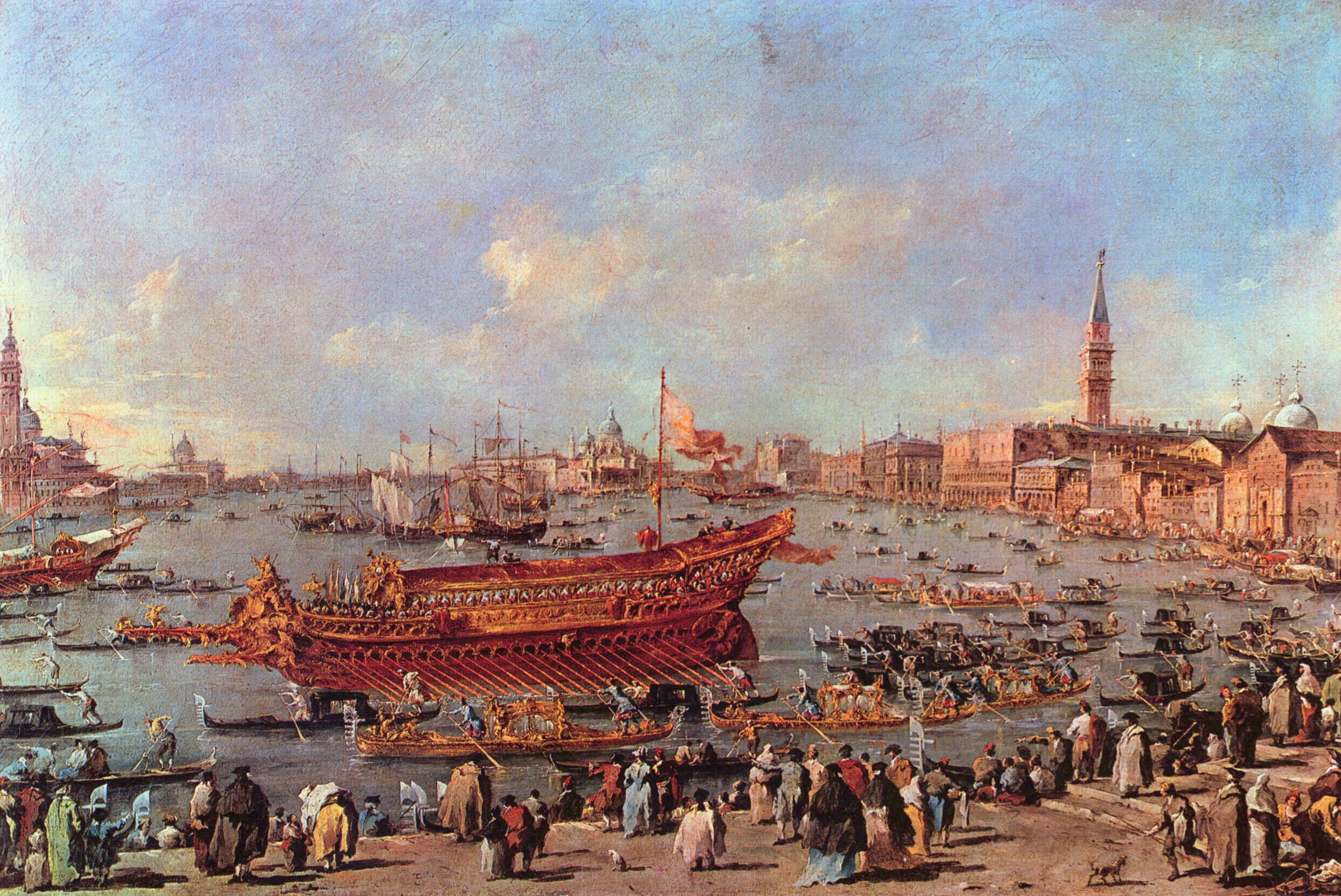
Il Bucintoro del Settecento in un dipinto di Francesco Guardi.

La marineria veneziana era il complesso delle strutture navali della marina della Repubblica di Venezia.
Essa giocò un ruolo importante nella storia di Venezia e della Serenissima Repubblica. Una delle prime forze navali al mondo, soprattutto durante il Medioevo e l'Era moderna e per tutto il lungo declino avviatosi alla fine del XVI secolo, la fine della marina veneziana coincise con la resa della città alle truppe di Napoleone.

## Storia
Cresciuta tra le lagune affacciate sull'Adriatico, da sempre rivolta ai traffici col levante mediterraneo, Venezia fondava la propria forza commerciale e la sicurezza militare sulla potenza della propria flotta, divenuta, alla fine del Medioevo, tanto potente da fronteggiare per secoli le forze dell'immenso Impero ottomano.

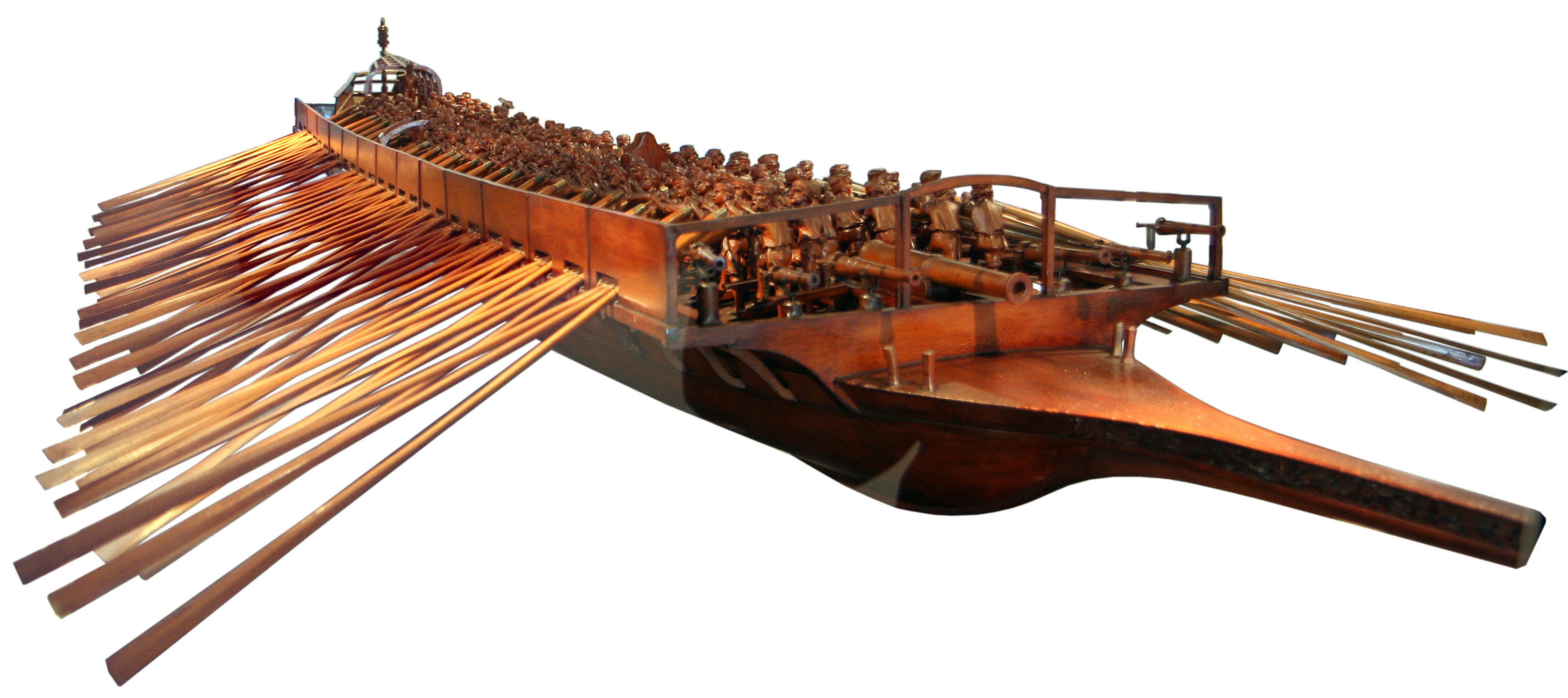
Ricostruzione di una galea sottile veneziana presso il Museo Storico Navale di Venezia (vista da prora).

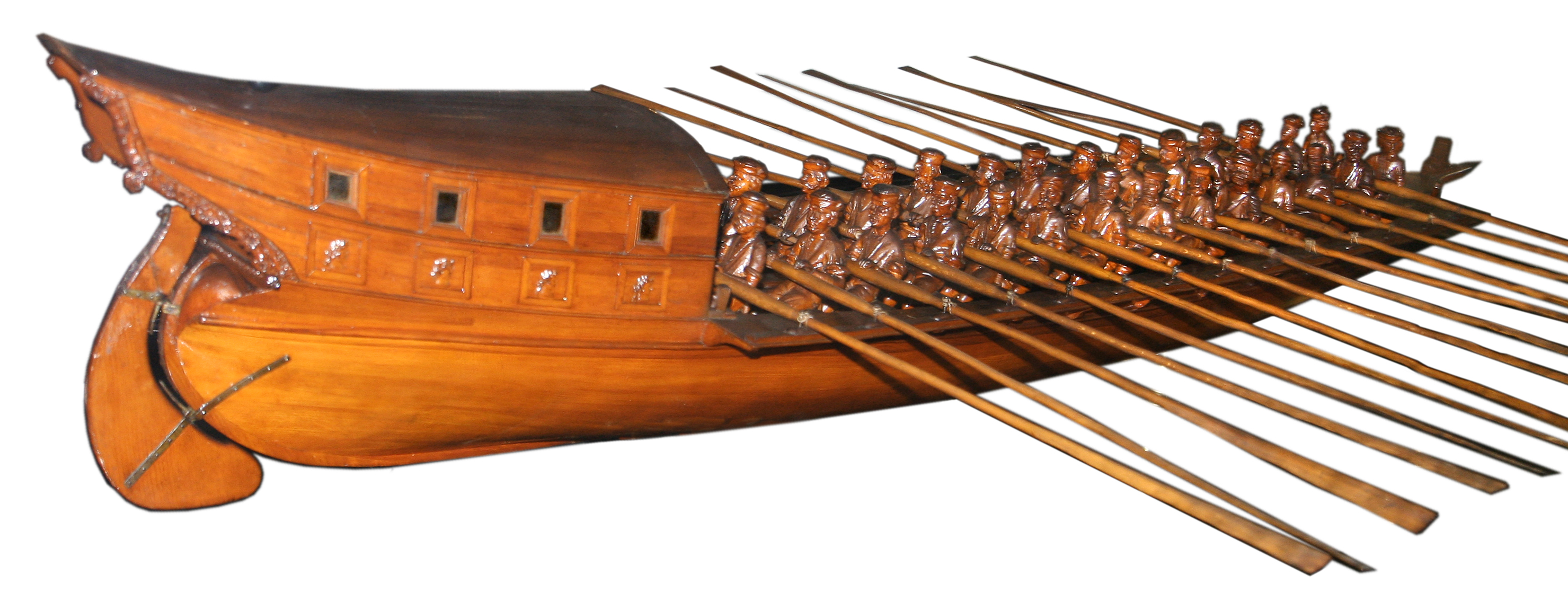
Ricostruzione di una imbarcazione veneziana presso il Museo Storico Navale di Venezia (vista da poppa)

### Origini tra l'VIII e l'XI secolo
Le origini della marineria veneziana vanno ricercate nella tradizione navale prima romana e poi bizantina. Di questi ultimi Venezia era infatti in origine prima vassalla e poi alleata e delle loro tecniche navali e militari si avvalse.
In quest'epoca non esisteva una vera e propria distinzione tra marina mercantile e da guerra. Tutte le navi dovevano essere pronte, all'occorrenza essere in grado di difendersi da eventuali aggressioni e, nel caso di veri e propri conflitti, le navi e gli equipaggi mercantili erano radunati e rinforzati a formare la flotta da guerra. Finita l'emergenza, la flotta si disperdeva, tornando ad occuparsi dei commerci. Tuttavia esistevano già due tipologie di vascelli, l'una a destinazione prettamente militare e l'altra prevalentemente mercantile:
- La nave sottile, derivata dalle triremi romane che già da un millennio costituivano le imbarcazioni principe del Mediterraneo.
- La nave tonda, direttamente derivata dall'oneraria romana. Si trattava di una grossa nave ad alto bordo, con più ponti e forme tozze, mossa prevalentemente a vela e ideale per un redditizio trasporto di grandi quantità di carico. Tuttavia questo tipo di nave era limitata nella navigazione dalla direzione dei venti e risultavano più vulnerabili agli assalti nemici, anche se in caso di guerra poteva essere utilizzata come supporto per la flotta di navi sottili.

Verso la fine del IX secolo fece la sua comparsa il principale strumento di potenza di Venezia:
- La galea sottile: una nave agile e sottile, ad unico ponte, mossa all'occorrenza da remi o da vele latine. Si trattava di navi scomode, prive di ripari per l'equipaggio, costretto a vivere all'aperto, in quanto l'intero spazio della stiva era destinato al già magro carico trasportabile. Tuttavia il numero di uomini imbarcati, la velocità, la manovrabilità in combattimento e la possibilità di navigare anche contro vento od in sua mancanza, la rendevano una nave sicura, ideale per la guerra e per il trasporto delle merci più preziose. Lunga circa 45 m e larghe 5 m, per circa 25 banchi di rematori.

Le cronache citano però numerosi altri tipi di navi:
- la galandria o zalandria, galee ad un albero, dotate di un castello;
- la palandria, altro tipo di galea da guerra;
- il dromone, piuttosto simile alla coeva versione bizantina, ma spesso di maggiori dimensioni, con due ponti e alte torri utili agli assedi marittimi, recava sifoni armati col temibile fuoco greco, un liquido incendiario in grado di bruciare sull'acqua, la cui composizione non era nota agli altri popoli occidentali ed ai musulmani;
- la gumbaria, menzionata ai tempi di Pietro II Candiano;
- l'ippogogo, utilizzata per il trasporto di truppe a cavallo;
- il buzo, grande galea da guerra e da commercio, dotata di due o tre alberi, da cui sarebbe derivato il Bucintoro;
- il brulotto;
- il gatto.

Con queste navi Venezia combatté a fianco di Bisanzio contro Arabi, Franchi e Normanni e, a partire dal 1000, conquistò il predominio sull'Adriatico, sottomettendo Narentani e Dalmati.

### La marineria veneziana tra il XII secolo e la prima metà del XV secolo
Nel XII secolo, i crescenti interessi commerciali in Oriente seguiti alle ampie concessioni bizantine contenute nella Crisobolla di Alessio I Comneno e alle Crociate, per le quali Venezia forniva servizi di trasporto e sostegno militare, portarono alla prima grande rivoluzione per la marineria veneziana: la costruzione dell'Arsenale.
In questo grande cantiere pubblico vennero concentrate tutte le attività collegate alla costruzione e al mantenimento della flotta, sotto il rigido controllo dello Stato. La stessa proprietà delle galee passò alla mano pubblica, che provvedeva poi ad organizzare regolari spedizioni commerciali, le muda, nelle quali i privati si limitavano ad affittare gli spazi per il trasporto delle merci.
Il Duecento si aprì con la conquista del dominio d'oltremare a seguito della Quarta crociata, che, con la conquista di Costantinopoli nel 1204, trasformò poi Venezia nella principale potenza marittima del Mediterraneo orientale, dotando le sue flotte di una fitta rete di basi, colonie ed interessi.
Venne sviluppato anche un nuovo tipo di galea, utile a servire nelle mude:
- La galea grossa da merchado ("da mercato"), con maggiori dimensioni rispetto al naviglio "sottile", a scapito delle qualità marinare, ma a tutto vantaggio delle capacità mercantili. Si trattava in pratica di un compromesso tra funzione militare e commerciale, che rendeva la galea "grossa" particolarmente utile ad un redditizio trasporto delle merci preziose scambiate con l'Oriente. Era lunga circa 50 m e larga 7, per circa 25 banchi di rematori.

Contemporaneamente, il definitivo declino del potere ducale e la stabilizzazione della forma repubblicana dello Stato, portarono in quest'epoca a sottrarre progressivamente al Doge la designazione dei comandanti militari, che passò al Maggior Consiglio, assumendo la definitiva forma mantenuta poi nei secoli successivi. Inoltre, la necessità di difendere la condizione di padrona dei mari appena conquistata e la crescente conflittualità con le altre potenze marittime di Genova e Pisa spinse la città lagunare a mantenere sempre più spesso e più a lungo in servizio flottiglie militari.
Sin dal 1268, praticamente unica a quel tempo, Venezia si dotò di una flotta militare permanente, per il controllo dell'Adriatico: per i Veneziani semplicemente il Golfo. Attraverso questa forza navale la Repubblica impose la propria autorità su quel mare, che essa percepiva come proprio, pattugliandolo, ispezionando le navi di passaggio ed assaltando tutte quelle ritenute come ostili.
Nel Trecento l'introduzione di nuove tecniche costruttive, del timone centrale (in precedenza le navi venivano mosse da due timoni laterali) e della bussola magnetica, invenzione probabilmente proveniente dalla Cina (è del 1295 il rientro di Marco Polo dai suoi viaggi), modificò radicalmente il modo di andare per mare.
È questo il secolo del conflitto mortale con Genova, sfociato nella Guerra di Chioggia, dove la salvezza di Venezia risiedette probabilmente nell'incredibile capacità di recupero consentitale dal suo Arsenale, che fu in grado, in pochissimo tempo, di ricostituire la flotta perduta e contrattaccare. Già a quest'epoca, infatti, il grande cantiere conservava stabilmente almeno una cinquantina di scafi in disarmo sempre pronti per essere immediatamente allestiti e armati.
Agli inizi del Quattrocento si diffuse poi l'uso di un nuovo tipo di nave, sviluppato nel Mare del Nord dalle flotte della Lega Anseatica e diffusosi poi al resto d'Europa, adottato da Venezia soprattutto per gli scambi con il Nord:
- La cocca, una grande nave tonda adatta a reggere bene anche i difficili mari settentrionali. Queste navi, nelle costruzioni veneziane, presentavano una pronunciata forma a goccia dello scafo, più largo verso prua e più stretto a poppa, oltre che un alto castello prodiero.

Accanto alle squadre navali che operavano in mare, almeno dalla metà del XIII secolo Venezia cominciò a schierare flotte militari lungo il Po. Inizialmente si trattava di poche unità, sei o sette scaule (piccole imbarcazioni a fondo piatto), ma nel corso del Quattrocento, in occasione delle guerre contro il ducato di Milano, nel corso della guerra di Ferrara e fino alla battaglia di Polesella del 1509, le Serenissima operò lungo il Po e sul lago di Garda con vere e proprie flotte militari. Nelle acque interne i veneziani impiegarono galeoni, un tipo di natante diverso rispetto all'omonima imbarcazione impiegata in mare. I galeoni erano a fondo piatto, lunghi mediamente tra i 35 e 40 metri, ed erano provvisti di opere fortificate in legno lungo le fiancate. Il loro equipaggio era formato da una cinquantina di marinai, alcune decine di balestrieri e fanti e ogni nave era provvista di almeno una bombarda. Accanto ai galeoni, i veneziani utilizzarono anche galee, le quali tuttavia si dimostrarono poco adatte alla navigazione fluviale.

### Seconda metà dei secoli XV-XVIII secolo

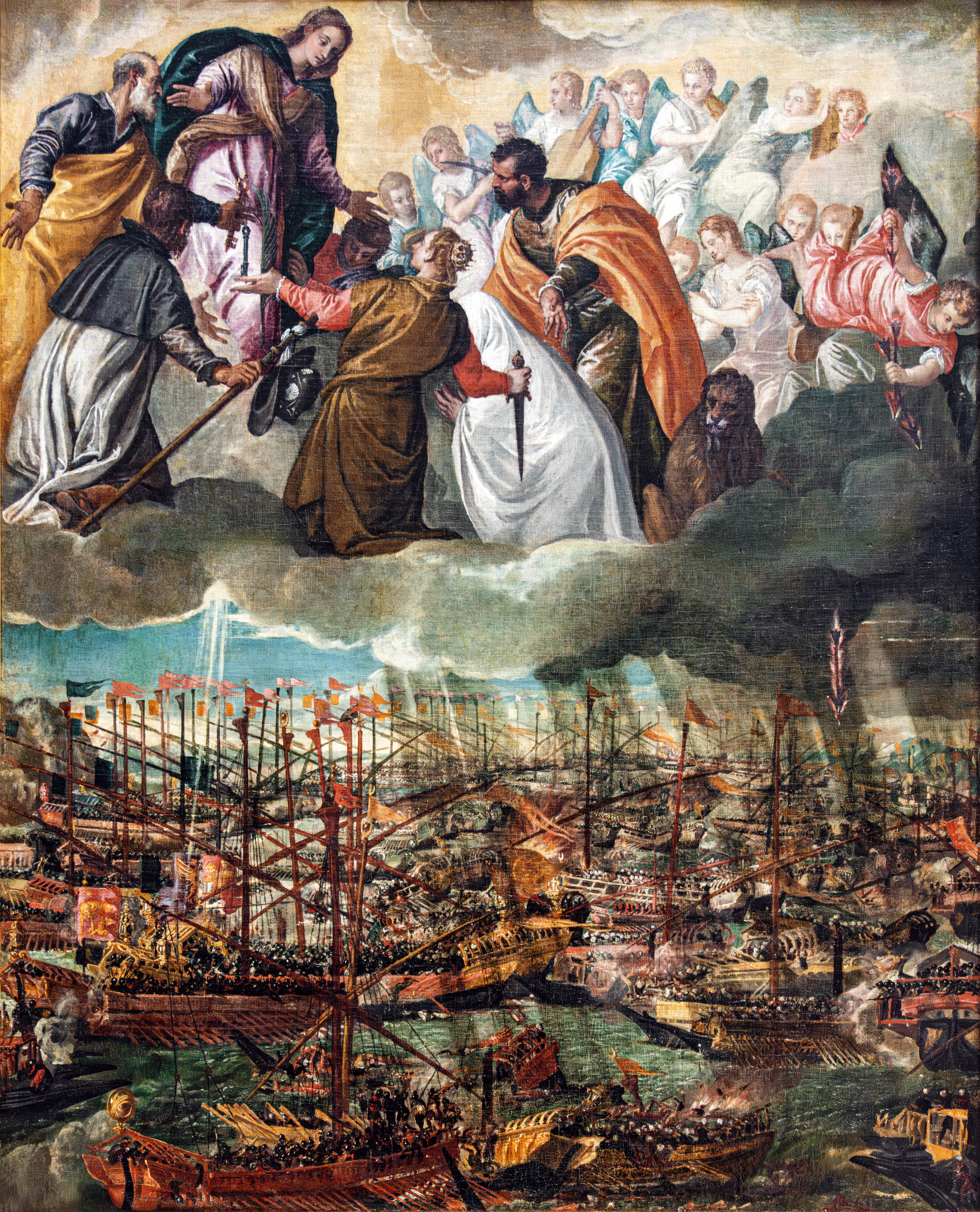
La battaglia di Lepanto in un dipinto di Veronese

Una nuova fase per la marineria veneziana si apre nel 1453, con la caduta di Costantinopoli e l'avvio del plurisecolare confronto con i Turchi.
Di fronte alla crescente minaccia per i propri possedimenti marittimi, Venezia si trovò di fronte alla scelta di costituire una vera e propria marina da guerra permanente, con decine di galee operative in tempo di pace ed una forza approntabile di più di cento galee in caso di guerra. Il mantenimento in efficienza e l'amministrazione di una simile forza navale richiedeva un intenso sforzo organizzativo, che venne deputato ad una nuova magistratura: il Magistrato alla Milizia da Mar (1545), incaricato della costruzione e mantenimento delle navi e dell'artiglieria, dell'approvvigionamento del biscotto ed in generale dei viveri, delle armi e della polvere da sparo, del reclutamento degli equipaggi e della fornitura del soldo.
Contemporaneamente, la diffusione delle armi da fuoco portò progressivamente ad armare le galee non più con il tradizionale fuoco greco, ma con artiglierie posizionate a prua ed in grado di sparare nella direzione d'avanzamento della nave.
Nello stesso periodo vennero sviluppati nuovi tipi di nave:
- Il brigantino, piccola e veloce nave, simile alla galea, per servizi di scorta e trasporto. Lungo circa 20 m e largo 3 m, per circa 14 banchi.
- La galeotta, piccola nave simile alla galea, ma più veloce e manovriera. Lunga circa 25 m e larga 4 m, per circa 15 banchi.
- La fusta, piccola galea sottile. Lunga circa 35 m e larga 5 m, per circa 20 banchi.
- La galea bastarda, dalle dimensioni maggiori e dalle forme di poppa più piene della galea sottile, atta a fungere da capitana o patrona, cioè da nave ammiraglia.

Nel Cinquecento si prese progressivamente a sostituire a bordo delle navi le tradizionali armi piccole da lancio (archi e balestre) con più moderni archibugi. Sempre nello stesso periodo alle tradizionali galee libere, i cui equipaggi di galeotti erano composti dai cosiddetti buonavoglia (cioè uomini liberi reclutati per soldo) e zontaroli (cioè debitori e condannati, che scontavano così il proprio debito, o coscritti per necessità di guerra), presero ad affiancarsi le prime galee sforzate, cioè mosse esclusivamente da galeotti condannati al lavoro forzato ai remi. Il ricorso a questo tipo di navi rimase comunque sempre piuttosto limitato nella marina veneziana, tanto che esse non rientravano neppure nella normale gerarchia della flotta e costituivano una flottiglia a parte, dipendente dal cosiddetto Governator de' Condannati.
Nella vittoriosa battaglia di Lepanto fece il suo esordio una nuova invenzione veneziana, presto diffusasi anche alle altre flotte del Mediterraneo:
- la galeazza, nave esclusivamente da guerra, costruita sul modello delle galee grosse, ma molto più grande e ad alto bordo. Mosse quasi esclusivamente dalle vele, spesso necessitando anche del rimorchio delle vicine galee, le galeazze erano armate di numerosissime artiglierie, con le quali spezzare l'impeto della flotta avversaria. Tale nave consentiva infatti per la prima volta il fuoco laterale, presentandosi quindi come una sorta di fortezza galleggiante. Lunga circa 50 m e larga 8 m, per circa 25 banchi.

Contemporaneamente, col declino dei traffici commerciali, scompariva la galea grossa mercantile.
Il Seicento segnò per Venezia la definitiva perdita dei possedimenti coloniali: la guerra di Candia, ferocemente combattuta per venticinque anni da Venezia, portando le sue flotte sino alle porte di Istanbul (spedizione veneziana dei Dardanelli), segnò la perdita anche dell'ultimo e più prezioso possedimento, Creta. Nel settembre del 1669 venne persino presentato un progetto per la costruzione di una barca atta a navigar sott'acqua, per assalire le fortificazioni turche di Creta durante la guerra di Candia, ma la quasi contemporanea firma della pace fece naufragare il progetto. Apparvero in questo periodo:
- la galea bastardella, di dimensioni intermedie tra la galea bastarda e la galea sottile.
- Il galeone, veliero a più ponti in grado di trasportare numerosi cannoni. Tali navi, soprattutto nei primi tempi, spesso apparivano ancora ibridate con la presenza di remi. I galeoni vennero utilizzati a Venezia per armare la flotta da guerra di "navi grosse", da affiancare alle tradizionali "navi sottili".

Le esperienze accumulate durante i conflitti con la Spagna e i turchi con le navi prese a nolo da olandesi e inglesi avevano infatti spinto la marina da guerra a rivolgersi sempre più decisamente verso i velieri.
Venne costituita in quest'epoca la separazione tra le due branche della flotta militare la cosiddetta Armada grossa, a vela, e l'Armada sottile, a remi.
Nel 1619, poi, il Senato veneziano decretò la costituzione sull'isola della Giudecca di un Collegio dei Giovani Nobili cui venne deputata la formazione dei quadri della marina.
Durante il '600 le galere rimasero importanti protagoniste delle guerre mediterranee, ma non erano più chiaramente il tipo di bastimento in grado di vincere ogni battaglia; sin dalla fine del '500 i galeoni e le altre navi "tonde", secondo la denominazione veneziana (ovvero navi, a tre alberi, a vela e dall'ampio pescaggio), iniziavano a diventare le principali componenti delle flotte europee e non solo.
Al principio del secolo, anche per l'evidente impreparazione a gestire questo tipo d'imbarcazioni atlantiche e ponentine, Venezia assunse un certo numero di navi "mercenarie" in affitto, olandesi e inglesi, in funzione anti spagnola, ma non appena si trovò in guerra con l'Impero ottomano tutte le navi tonde (in genere galeoni) catturate furono rimesse in servizio nella marina veneziana, mentre l'arsenale iniziò a copiare alcuni galeoni ed altre tipologie di navi di linea olandesi.
Queste imbarcazioni furono però tenute fuori dalla flotta "sottile" (galere, galeazze e simili), formando "l'Armata grossa", soprattutto a livello organizzativo; mentre infatti le galere erano "di stato" sin dalle origini tanto nella proprietà quanto nel comando e nella gestione, le navi tonde "di stato" lo furono solo nella proprietà, venendo affidate ai capitani (aristocratici) che ne curavano in privato la gestione.
Le navi da guerra veneziane (variamente coadiuvate da più o meno grandi squadre inglesi ed olandesi in affitto) riuscirono però a vincere numerose battaglie contro gli ottomani nel corso del '600 ed a sottoporre i Dardanelli a numerosi blocchi, collaborando poi con le galere nelle operazioni sottocosta durante le guerre di Candia e di Morea.
Verso la fine del '600, però, anche la marina turca, prima costretta a reclutare i suoi velieri tra i pirati-corsari barbareschi, riuscì a costruire agguerrite squadre di navi da guerra da opporre alla marina veneziana, in scontri sovente equilibrati o inconcludenti.
Una delle innovazioni di questo periodo fu la bombarda, un'unità navale creata negli anni quaranta del '600 in maniera contemporanea e indipendente dalle marine veneziana e francese e capace di bombardare, anche a tappeto, dal mare le città e i porti nemici utilizzando dei mortai o delle bombarde, praticando operazioni di vero e proprio terrorismo, anche psicologico, verso i nemici, e distruggendo le fortificazioni costiere più antiquate in appoggio a squadre da sbarco.
Nel Settecento, oltre all'introduzione del sestante, lo sviluppo della marineria a vela portò Venezia ad imitare gli altri stati europei, competendo con essi nel realizzare nuovi tipi di veliero:
- La fregata, piccola nave da guerra per il pattugliamento.
- Il vascello, grande veliero a più ponti, armato con decine di cannoni e concepito per costituire il nerbo della flotta.

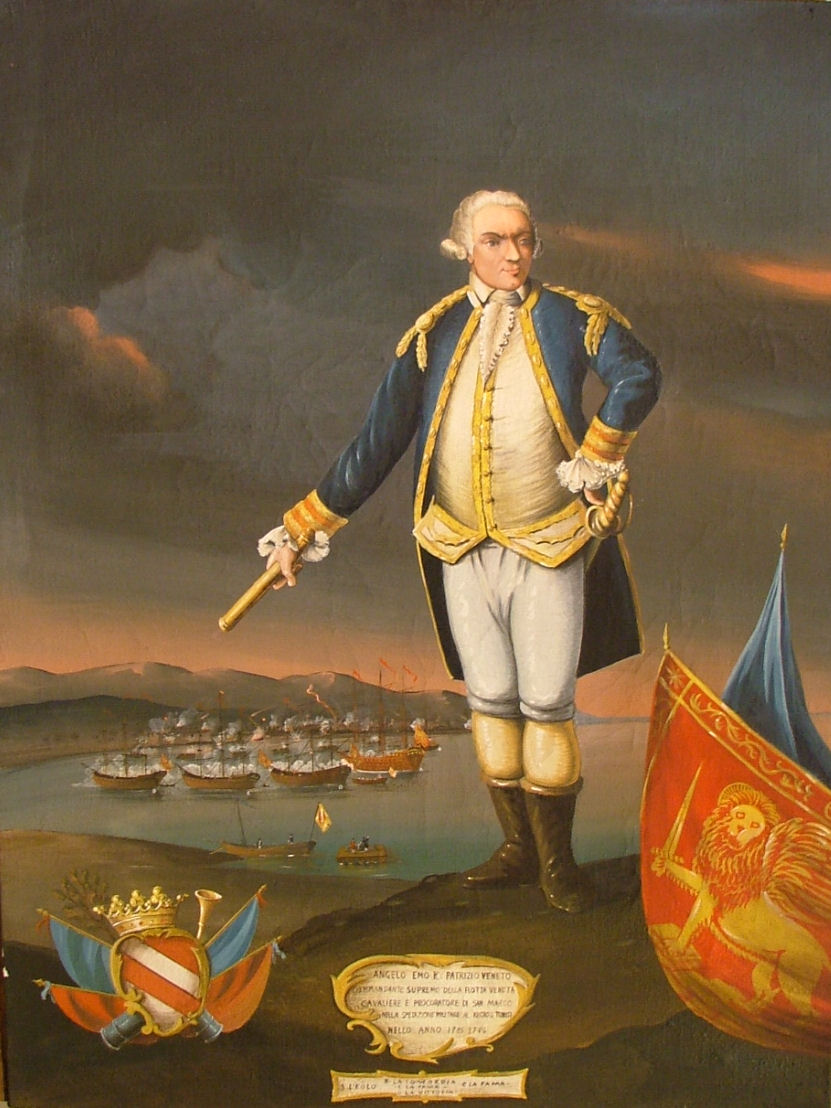
L'ammiraglio Angelo Emo

Le ultime campagne della marina veneziana furono combattute nel primo '700 (in particolare nella grande battaglia di Capo Matapan, il 19 luglio 1717, in cui 33 vascelli e fregate veneziani ed alleati, appoggiati da 24 galere, si scontrarono con 30 vascelli e 4 galere turchi in uno scontro inconcludente, ma molto sanguinoso) e verso la fine del secolo (a partire dal 1785), quando Angelo Emo sconfisse alcuni porti di corsari barbareschi che si erano resi indipendenti dall'Impero ottomano (Sfax, Tunisi, Biserta) e avevano cominciato a praticare la pirateria ai danni di Venezia e delle altre potenze mediterranee (cristiane e musulmane). In precedenza (dal 1769) la marina veneziana era stata mobilitata per impedire che i corsari russi bloccassero i mercantili veneziani diretti in Turchia.
Nel 1775 Venezia non era più una grande potenza navale, ma nemmeno era irrilevante; assommava 23 vascelli di linea, ma solo 5 da 70 cannoni e 5 da 66 risultavano "pronti", non avevano lo scafo rivestito in rame come le unità britanniche e spagnole, ed erano dotati di cannoni da circa 24 libbre, 15 fregate e una trentina di legni minori (inclusi diversi sciabecchi-fregate). Si confrontino queste cifre con i 131 vascelli britannici (di cui però solo 39 erano "moderni" e solo 66 in servizio effettivo, ma incluse diverse unità con 100 cannoni o più), o i 52 francesi (che salirono a 73 nel 1782, tutti da 74 o 80 cannoni, eccetto una piccola quota di unità da 64 e pochissime ammiraglie sugli scali da 110 cannoni), i 58 spagnoli (nel 1778, scesi a 54 nel 1782, tra cui però diverse unità di grandissima stazza) ed i 13 olandesi (nel 1781, saliti a mobilitazione avvenuta a 19, ma con problemi simili, per armamento e dislocamento, a quelli veneziani). Più che con le flotte delle grandi potenze (Spagna, Francia e Gran Bretagna), è significativo il confronto con la flotta olandese e con quelle svedesi e portoghesi, tutte e tre di grandi potenze marittime del secolo precedente, oramai ridotte a dimensioni inferiori di quella veneta, o con quelle russe e turche, ambedue potenzialmente appena più consistenti (soprattutto quella dell'Impero russo, che però era divisa su più mari) di quella veneziana. Sia i russi che i veneziani studiavano la loro marina in funzione anti-turca, così come i turchi studiavano la loro in funzione anti-veneziana ed anti-russa, anche se nel 1770 la flotta turca fu annichilita nella battaglia di Chesme (e ricostruita in buona parte negli anni immediatamente successivi). In quest'ottica va notato come sia i turchi che i russi avessero (come del resto la maggior parte delle marine europee) navi più pesanti e potenti di quelle veneziane (le ammiraglie turche del XVIII secolo avevano come minimo 84 cannoni) e riuscissero a mettere in campo (anche se non sempre con buoni risultati) tutte le loro forze; per esempio a Chesme, contro i russi, i Turchi nel 1770 schierarono 16 navi di linea (perdendone 15), 6 fregate (tutte affondate), 6 sciabecchi, 32 unità minori e 13 galere, contro la squadra mediterranea russa forte di 9 vascelli, 3 fregate e 7 unità minori, tutte di ottima qualità ed addestramento.

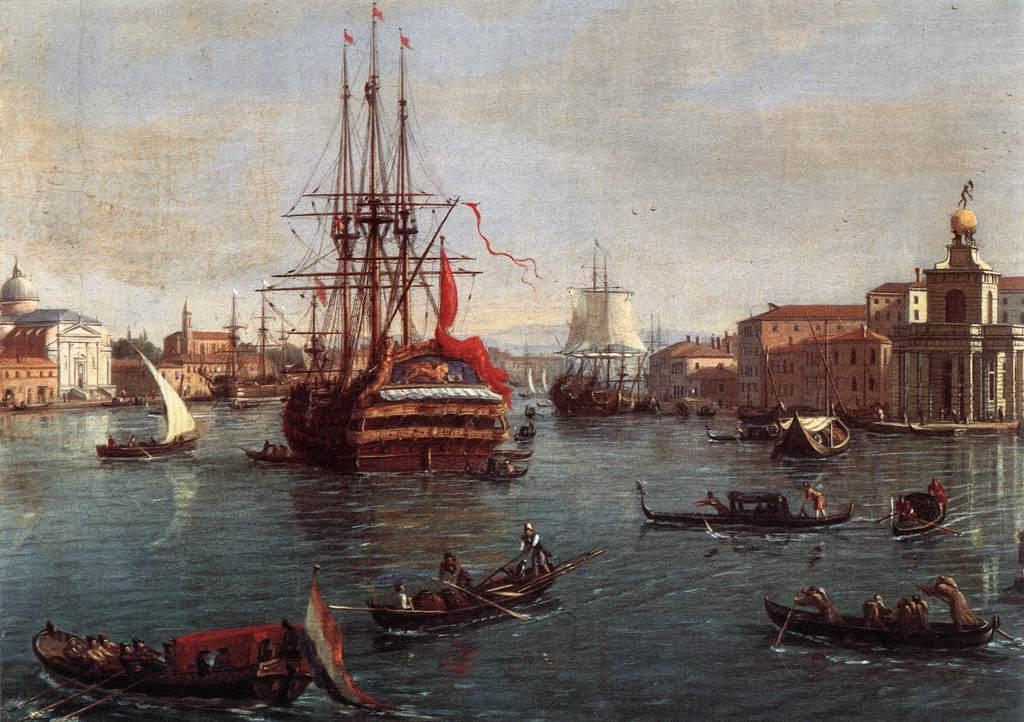
Vascello veneziano nei primi anni del '700 all'ancora nel Bacino San Marco (dettaglio di Bacino di San Marco di Gaspar van Wittel)

Da un punto di vista tecnologico, Venezia aveva raggiunto ottimi risultati nel primo '700, sia nella progettazione degli scafi che nell'armamento, ma poi si era fermata. Moltissime unità furono infatti iniziate in arsenale tra il 1719 e il 1739 e poi completate un po' alla volta a seconda delle esigenze, impedendo che il rinnovamento fisiologico della marina veneziana fosse anche un rinnovamento tecnologico, ma solo una sorta di ripetizione di modelli già noti; d'avanguardia ad inizio XVIII secolo, superati per molti aspetti a fine secolo. Anche l'armamento era stato molto moderno tra la fine del XVII e l'inizio del XVIII secolo, con alcuni pezzi simili alle carronate inserite nella Royal Navy a partire dalla guerra di secessione americana. Era però rimasto fermo, con cannoni nel ponte di batteria dei vascelli che sembravano potenti (40 libbre), solo se si dimenticava che erano libbre veneziane (pari a 301 g), molto più leggere di quelle francesi (489,5 g, nel ponte di batteria dei vascelli avevano cannoni fino a 36 libbre) o britanniche (453,59 g, con cannoni nei ponti di batteria dei vascelli fino a 32 libbre). Difettosa risultava anche la leva navale, meno sviluppata di quelle francesi e britanniche, con equipaggi in buona parte costituiti da soldati e non da marinai, oltre che di dimensioni più ridotte rispetto a quelli di molte marine. Inoltre la suddivisione dei gradi sopra i vascelli ricordava di più quelli delle marine portoghesi e spagnola, piuttosto che quelli più razionali e meritocratici della marina britannica, ove i ruoli di navigazione, comando e combattimento erano unificati e non divisi. Nella marina veneziana sovente gli ufficiali comandanti durante il combattimento erano gentiluomini veneziani (o cittadini originari), mentre gli ufficiali che gestivano la navigazione sovente erano sudditi dalmati o greci, oppure veneziani di basso lignaggio.
L'ammiraglio (capitano da mar) Angelo Emo provò a riformare la marina veneziana sul modello di quella britannica, anche per raccogliere la sfida portata dalla comparsa della marina russa nel mediterraneo, abbandonando le galere (ormai divenute decisamente superate) e portando tutte le navi sotto il controllo diretto di una marina professionale e statale, aumentando oltre tutto le scarsissime paghe dei marinai e modificando le norme di disciplina e di avanzamento delle carriere. Non vi riuscì, come non riuscì, se non in parte, a migliorare la pratica, l'armamento, l'organizzazione e l'equipaggiamento della marina che, sia pur moderno e paragonabile a quello di molte potenze navali medie europee (Impero ottomano, Paesi Bassi, Russia), era ormai superato da Francia e soprattutto Inghilterra, mentre Spagna e Regno di Napoli (oltre alla Svezia, alla Danimarca ed al Portogallo) andavano modernizzando ed ampliando le loro flotte, seguendo i modelli francese o britannico.
Inoltre la catena di comando veneziana privilegiava l'anzianità di servizio sopra ogni altra cosa: Angelo Emo, già ammiraglio prima dei sessant'anni, era un'eccezione e numerosi alti ufficiali veneziani erano decisamente anziani in confronto ai loro colleghi francesi, russi e turchi.
Nella seconda metà del XVIII secolo la politica navale veneziana fu incentrata sulla tenace difesa delle rotte commerciali venete nel Mediterraneo. Una serie di trattati stipulati tra il 1763 e il 1765 con le Reggenze barbaresche di Tripoli, Tunisi, Algeri e con il Regno del Marocco, diminuì, ma non fece del tutto cessare, le insidie portate dai rais nord-africani al traffico mercantile marciano. Il mancato rispetto dei trattati, a più riprese disattesi dai Cantoni barbareschi, al fine di rinegoziarne le condizioni "al rialzo", obbligarono la Repubblica a finanziare una serie di spedizioni navali volte a ristabilirne il rispetto. Convincenti azioni diplomatiche, attuate con il necessario supporto di unità navali, convinsero il bey di Tripoli nel 1766 e il dey di Algeri nel 1777, a comporre le controversie insorte. Dal 1783 al 1792 un conflitto oppose invece la Repubblica di Venezia alla Reggenza di Tunisi, i cui porti furono a più riprese bombardati dalla flotta veneziana tra il 1784 e il 1786: un blocco navale abbastanza efficace determinò, inoltre, un decremento delle azioni predatorie dei rais tunisini e il fallimento dei tentativi di sortita. ll trattato veneto-tunisino del 18 maggio 1792 ristabilì la pace. Verso la fine del 1796 il dey di Algeri, per ritorsione ad un episodio di violenza avvenuto a Smirne, dichiarò guerra alla Repubblica, ma questo conflitto non fu mai veramente combattuto a causa degli eventi che determinarono l'invasione dello Stato da parte dei Francesi.
La fine della marina veneziana giunse, dunque, assieme alla fine dell'intero Stato nel 1797, con l'arrivo delle truppe di Napoleone. Alla caduta della Repubblica di Venezia i francesi, incendiato l'Arsenale, catturarono o affondarono tutte le 184 navi presenti. Abolirono inoltre ogni distinzione tra marina da guerra e mercantile e licenziarono tutti i 2000 dipendenti dell'Arsenale, per non dare modo di servirsene agli austriaci.
Con la successiva dominazione austriaca, le tradizioni marinare veneziane finirono poi per confluire nella marina imperiale.

## Flotta veneziana alla caduta della Repubblica
Alla fine dell'indipendenza, la flotta veneta era costituita da:
- 11 vascelli di linea da 70 cannoni; definiti vascelli di primo rango a Venezia
- 10 vascelli di linea da 66 cannoni;(o 64 cannoni) definite fregate grosse nella terminologia veneziana
- 1 vascello di linea da 56 cannoni; definito fregata grossa nella terminologia veneziana
- 13 fregate da 42 a 44 cannoni; definiti fregate nella terminologia veneziana
- 2 fregate da 32 cannoni; definiti fregate leggere o più spesso "fregatine" nella terminologia veneziana (e uniche unità paragonabili tecnologicamente alle fregate leggere delle principali marine)
- 3 brigantini da 16 a 18 cannoni;
- 1 goletta da 16 cannoni;
- 2 cutter da 10 cannoni;
- 23 galee sottili;
- 7 galeotte;
- 7 sciabecchi;
- 5 feluche;
- 99 batterie galleggianti.

## Le tecniche costruttive

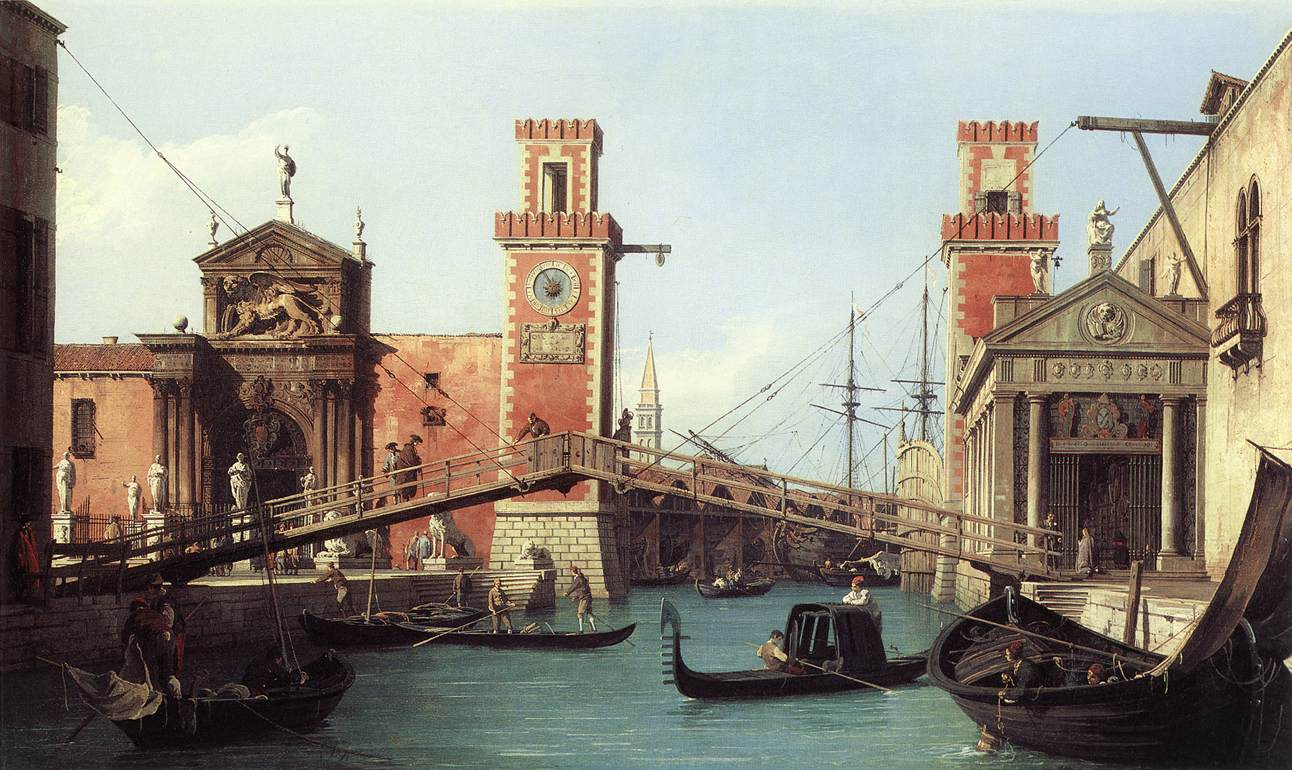
L'Arsenale in una veduta di Canaletto

Inizialmente, nei tempi più antichi, le navi veneziane venivano realizzate nei numerosi cantieri privati sparsi per la città e per la laguna, gli squeri (dal veneziano: squara, cioè "squadra", l'attrezzo utilizzato per le costruzioni).
A partire dal XII secolo, però, tutte queste attività finirono per concentrarsi in un unico grande cantiere pubblico: l'Arsenale. Vero cuore della marina veneziana, l'Arsenale finì per raccogliere ogni tipo di attività, maestranza o materia prima utile alla costruzione delle navi e al funzionamento della flotta.
All'interno del complesso vigeva una rigida organizzazione, volta a garantire la piena efficienza del cantiere, organizzato come una vera e propria catena di montaggio. Le realizzazioni interne erano standardizzate, in modo tale da consentire un rapido utilizzo, senza necessità di laboriosi adattamenti, ed una costante disponibilità di pezzi di ricambio per la flotta. Inoltre tutte le materie prime venivano accuratamente selezionate e controllate, per verificarne la qualità e l'efficacia.
La costruzione delle navi era affidata al proto, cui competeva la tracciatura del sesto, cioè il disegno delle linee dello scafo, da cui sarebbero dipese le caratteristiche nautiche della nave, il suo successo o insuccesso. Si trattava di un atto frutto degli insegnamenti ricevuti dal proto nei lunghi anni di apprendistato, dall'esperienza accumulata e dall'accuratezza dei sesti, gli strumenti utilizzati in questo delicato lavoro e gelosamente custoditi. Questi erano dei regoli ricurvi che venivano utilizzati per tracciare, direttamente per terra, con polvere rossa, le linee della chiglia e delle costole della nuova nave.
La costruzione dello scafo sullo scalo era poi affidata alle capacità dei maestri d'ascia e alle maestranze.
A lavoro ultimato intervenivano quindi i calafati, che si occupavano di rendere impermeabile lo scafo inserendo tra i legni del fasciame corde di canapa intrise di pece. A lavoro ultimato la nave era pronta per essere varata ed essere allestita.
Procedendo a traino lungo il canale interno che tagliava in due l'Arsenale, la nuova nave riceveva dai magazzini costruiti in sequenza lungo di esso tutte le parti ancora necessarie a completarla: da alberi, corde, vele, remi e timoni, sino al pan biscotto, immancabile nutrimento dell'equipaggio, e alle armi, immancabili a bordo di ogni nave. Tutti prodotti che nel tempo finirono per essere realizzati all'interno dello stesso Arsenale, che venne dotato di intere aree dedicate a corderie, velerie, fonderie, forni, pecerie, etc.
Al massimo del suo sviluppo un simile ciclo di produzione, completo e autosufficiente, consentiva di costruire fino a tre grandi navi al giorno, in cui l'unico limite era dato dalle scorte delle materie prime.
La segretezza delle tecniche costruttive era talmente importante per la città che ben presto tutto l'enorme complesso venne cinto da mura abbastanza alte da impedire la vista e l'accesso, ma non abbastanza da poter essere individuate in lontananza, rimanendo occultate nel profilo della città. Su tutto il complesso vegliavano due Patroni, poi affiancati e sottoposti nel loro ufficio da tre Provveditori dell'Arsenale, risiedenti in tre palazzi costruiti attorno alle mura e detti Paradiso, Purgatorio ed Inferno, incaricati di dormire a turno per quindici notti nella fortezza conservandone le chiavi.
Gli addetti al cantiere, gli Arsenalotti, (la cui giornata di lavoro era regolata dalla Marangona, la campana maggiore del campanile di San Marco) godevano poi di speciali privilegi ed erano mantenuti a vita dallo Stato.

## L'Armada

Gonfalone raffigurante il Leone di San Marco con spada impugnata e libro chiuso, emblema da guerra della marina veneziana.

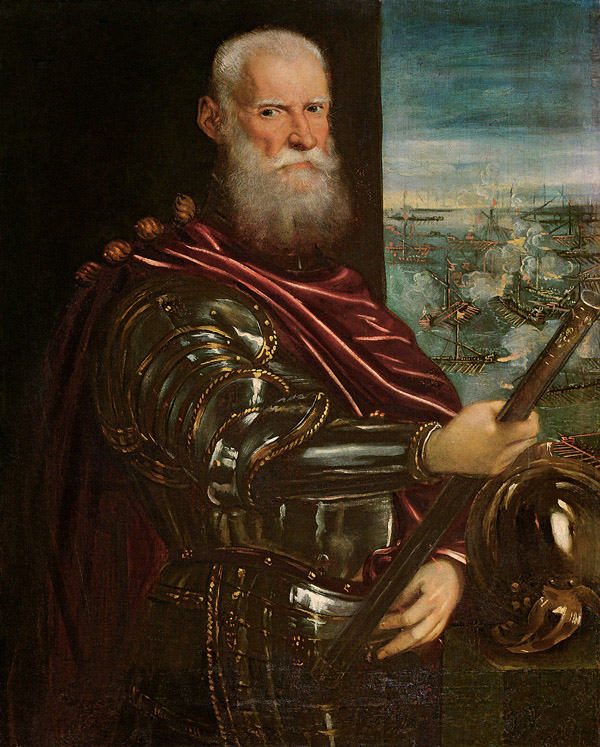
Sebastiano Venier con le insegne di Capitano Generale da Mar in un dipinto di Tintoretto

La marina da guerra veneziana prendeva il nome di Armata (in veneziano: Armada), che era il nome assegnato anche alle singole squadre e divisioni navali, con un'accezione equivalente a quella di flotta.
Formalmente, da sempre, il comando dell'armata era un diritto e una prerogativa del Doge, rimasto intatto sino alla fine della Repubblica. Tuttavia, per quanto non manchino i casi in cui principi anche molto in là con gli anni presero posto a capo delle operazioni navali, la Repubblica prevedeva che al vertice della marina, in caso di guerra si nominasse un comandante in capo con il grado di:
- Capitano generale da Mar, comandante in capo delle operazioni navali e ammiraglio del nucleo principale della flotta;

Subito al disotto e sempre presente sia in tempo di pace che in guerra vi era la massima autorità marittima dello Stato da Mar:
- il Provveditore generale da Mar, responsabile della disciplina e dell'ordine, pagatore generale e vice-comandante in guerra.

Vi erano poi le squadre navali permanenti, coi loro comandanti:
- il Capitano del Golfo, comandante della flotta dell'Adriatico, di stanza a Corfù;
- il Capitano delle galeazze, comandante delle galeazze, di stanza nell'Arsenale;
- il Capitano dei galeoni, comandante dell'Armada grossa di stanza nell'Arsenale;
- il Governator de' condannati, comandante della squadra navale di galee sforzate utilizzate per i pattugliamenti a lungo raggio.

Vi erano poi i comandanti delle varie forze navali minori organizzate a seconda delle esigenze recanti il generico titolo di:
- Capo da Mar, con l'accezione di ammiraglio.

Il titolo vero e proprio di ammiraglio, che più che un comandante militare designava un esperto di questioni marinaresche, spettava invece a tre ufficiali impiegati nel controllo del porto di Venezia e nel comando del Bucintoro, la nave ducale:
- l'Ammiraglio dell'Arsenal, comandante militare dell'Arsenale;
- l'Ammiraglio del Lido, comandante della sorveglianza del porto del Lido;
- l'Ammiraglio di Malamocco, comandante della sorveglianza del porto di Malamocco.

A questi si aggiungeva, sempre a Venezia:
- il Capitano dell'Arsenal, vice-comandante militare dell'Arsenale.

Sulle navi dell'Armata grossa (flotta velica) la catena di comando era formata da:
- il Capitano delle Navi (Ordinario se pace, Straordinario in tempo di guerra), sempre di rango patrizio;
- l'Almirante;
- il Patrona delle Navi;
- il Governator di Nave;
- i Nobili.

A bordo delle navi dell'Armata sottile (flotta remiera) gli equipaggi erano formati come segue:
- il sopracomito (prima del XIII secolo detto patrono, poi per breve periodo comito), capitano della nave, sempre di rango patrizio;
- il comito (prima detto paron zurado), primo ufficiale, sempre un cittadino;
- l'armiraglio, cioè l'ufficiale addetto alla manovra;
- i nobili di poppa, due o tre ufficiali che si occupavano esclusivamente di organizzare le battaglie, i combattimenti ecc.

Ad essi si affiancavano un segretario (scrivano di bordo) ed un medico.
Vi erano poi gli uomini di equipaggio, che nel complesso in una galea sottile potevano raggiungere i 200-300 uomini:
- i marinai, uomini specializzati alla navigazione (timonieri, addetti alle vele, etc.);
- i galeotti, addetti ai remi;
- il corpo "tecnico": calafati e maestri d'ascia per le eventuali riparazioni;
- i fanti da mar, corpo combattente.

Le galee si dividevano generalmente tra libere, laddove i galeotti erano costituiti da uomini liberi reclutati a soldo, e sforzate, quando i galeotti erano invece veri e propri forzati condannati al remo. In tempo di guerra i ranghi erano ulteriormente infittiti ricorrendo agli zontaroli, condannati provenienti da tutti i territori della Repubblica.
Per un certo periodo, nel Cinquecento, esistette anche una carica di Capitano del Lago, comandante della squadriglia per il controllo del Lago di Garda.
Questo modello di comando e controllo della marina era moderno e adeguato nel medioevo e nella prima età moderna, ma risultava piuttosto confuso e antiquato nel '600-'700, soprattutto in confronto con la Francia e, ancor di più, la Gran Bretagna. Il modello di comando della marina veneziana nella squadra a vela (l'armata grossa) era, infatti, basato sull'aristocrazia della dominante, e dava origina ad una duplice o triplice catena di comando su ogni nave.
La prima era di carattere aristocratico. Vi erano infatti un Governator della nave, aristocratico veneziano, eletto dal senato in genere per 3 o 5 anni (e sovente abituato ad alternare periodi d'imbarco con incarichi politici o amministrativi, oppure con le libere professioni), coadiuvato da almeno (in teoria) 4 nobili di nave, con funzione di allievo ufficiale. I nobili di nave potevano essere imbarcati a 15 anni, occorrevano almeno 4 anni pieni di imbarco per essere nominati Governatori, ed un'età minima di 20 anni. Dopo 4 anni di governatorato si poteva essere promossi a comandi superiori (equivalenti a ammiragli di divisione navale) detti, in ordine crescente: Patron delle navi, Almirante, Capitano delle navi, cui veniva aggiunto, in tempo di guerra un Capitano Estrardinario delle Navi. Questi incarichi, sempre elettivi da parte del senato, avevano durata di 36 mesi circa (prorogabili). Il rischio che diventassero sinecure per le principali famiglie aristocratiche esisteva, ed anzi spesso proprio questo era quanto si verificava, anche perché ogni nomina era di diretta derivazione politica e rispondeva non solo alle logiche di carattere navale e militare, ma anche a logiche politiche e di dinamiche interne al patriziato veneziano.
La seconda era di carattere marinaresco e/o navale, ed era incentrata sul capitano. Il capitano veniva nominato dal collegio della milizia da mar e rimaneva in carica, salvo eccezioni e richiami da parte del governo, per periodi di tempo molto lunghi, anche a vita.  Era sottoposto agli ordini del governatore, che in teoria ne era il superiore diretto a bordo, anche se diverse unità non disponevano sempre del governatore, inoltre mentre il primo era un gentiluomo che faceva "anche" l'ufficiale di comando, il secondo era un professionista sperimentato. Si trattava, in genere, di personalità solvibili (cioè sufficientemente ricco da poter anticipare paghe e premi d'ingaggio), della borghesia o dell'aristocrazia provinciale. Particolarmente diffusi erano i capitani dalmati, schiavoni (cioè slavi), anche se non mancarono gli istriani, i greci e gli albanesi, più rari (ma raramente completamente assenti dai ruoli) i cittadini del dogado (veneziani, chioggiotti, ecc.). I Capitani erano in genere stati piloti prima di ricoprire questo incarico, ed erano sempre coadiuvati da un segretario (o scrivano), scelto obbligatoriamente nel ceto dei cittadini originari di Venezia, con le riforme di Angelo Emo si obbligò i capitani a rispettare più rigorosamente i ruoli d'ingaggio dell'equipaggio e si formalizzò una gerarchia di comando tra i 4 piloti già previsti, che dovevano coadiuvarli nel comando, trasformandoli in moderni ufficiali (chiamati alfiere, sottotenente, secondo tenente e primo tenente di vascello). Inoltre furono aggiunti dei "pilotini" o "guardie marine", scelti in prevalenza su figli di capitani, piloti o ex piloti ed ex capitani, dopo 3 anni potevano essere promossi. Il capitano aveva un ruolo quasi "proprietario" verso i marinai imbarcati, che sceglieva ed arruolava personalmente e che pagava direttamente con denari ricevuti (ma non sempre puntualmente) dalla repubblica. Questo portava l'equipaggio ad essere molto fedele al capitano (spesso più che alla repubblica stessa), ma la Serenissima sapeva conquistare la fiducia e la fedeltà dei suoi capitani molto bene (anche con numerosi incarichi di tipo cerimoniale, e elargendo titoli come quello di Kavalier di San Marco), sviluppando un modello di comando per certi versi feudale, ma tutto sommato efficace.
Infine vi era un terzo livello di comando, dovuto al fatto che le navi veneziane avevano una ridotta quota di "marineria" imbarcato; ovvero meno di metà dell'equipaggio era formato da marinai, arruolati dal capitano, e nel combattimento questi erano coadiuvati da soldati e militi della milizia da mar, fondamentali per far funzionare i cannoni. Questi erano organizzati su compagnie di 100 soldati, generalmente in guerra un vascello di primo rango imbarcava due compagnie, mentre una fregata ne imbarcava una sola, comandati da un capitano dei fanti (detto anche capitano dei soldati), coadiuvato da un tenente, un alfiere (non sempre presente) due sergenti, e quattro caporali.
Tanto i marinai quanto i soldati non erano frequentemente arruolati a Venezia città (anche se la marina mercantile veneziana aveva una grossa quota di cittadini, che in caso di mobilitazione si potevano trasferire sulle navi militari), in genere il grosso dei marinai veniva dalla Grecia e dall'Albania, in maniera indifferente se da zone controllate dalla repubblica o dall'impero ottomano, coadiuvati da istriani e dalmati. I soldati invece erano sia sudditi della repubblica (schiavoni o italiani), sia mercenari esteri (inizialmente soprattutto olandesi e grigioni, più tardi tedeschi, ma non mancarono italiani di altri stati e francesi, inoltre si distinguevano spesso gli albanesi). Le flotte veneziane avevano quindi spesso un carattere multilinguistico ed erano una babele di lingue diverse. A titolo di esempio nel 28 ottobre 1619 (anno di mobilitazione e di guerra "non dichiarata" contro la Spagna) sulle 35 navi veneziane erano imbarcati 8437 soldati, di cui 3556 olandesi, 353 inglesi, 158 corsi, 1099 italiani, 1112 croati, 1092 greci, 1067 albanesi, una situazione che continuò anche nel secolo successivo. La marina veneziana era organizzata per armare tra le 27 e le 36 unità grosse in caso di guerra, divise in 3 o 4 divisioni da 9 unità. In mobilitazione servivano quindi tra i 4.500 e i 5.000 marinai, oltre a varie centinaia di specialisti e sottufficiali e poco meno di 5.000 soldati (contro i soli 1.000 che erano in servizio in tempo di pace), per almeno 11.000 uomini; un numero difficile da raggiungere nel tardo '700.

## La marina mercantile

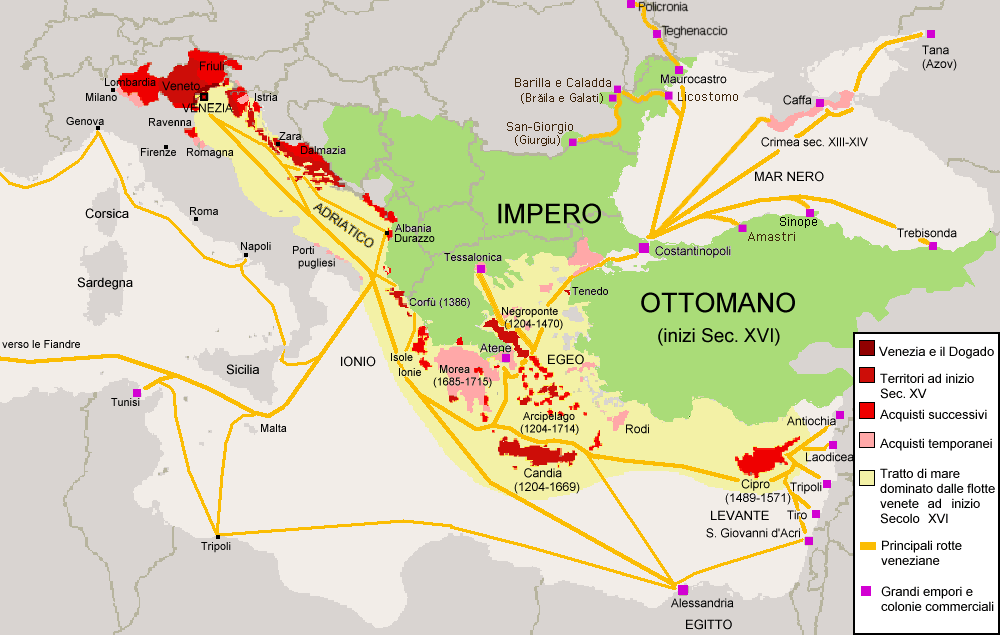
La rete commerciale e i possedimenti veneziani nel Mediterraneo orientale.

### L'età delleMude
All'epoca dell'apogeo della potenza mercantile, a Venezia le spedizioni commerciali erano organizzate dalla Repubblica usualmente con cadenza annuale. Il governo metteva a disposizione le proprie navi (solitamente tra 2 e 4 galee per viaggio) e le sub-appaltava a consorzi di privati attraverso un'asta pubblica (l'incanto).
L'asta era convocata dal Senato, che approvava allo stesso tempo il regolamento che i vincitori avrebbero dovuto rispettare nel corso del viaggio (come il giorno di partenza, i minimi e i massimi delle soste in determinati porti, la rotta da seguire, l'equipaggio da ingaggiare, il divieto di caricare merci in parti della nave diverse da quelle previste, ecc.). Una volta approvate le offerte, i privati a capo dei differenti consorzi erano nominati quali Patroni delle differenti galee.
A capo dell'intero convoglio era nominato dal Senato un Capitano accompagnato da uno scrivano anch'esso di nomina pubblica e da un Ammiraglio, responsabile delle questioni inerenti alla navigazione. Il Capitano era il rappresentante dello Stato e aveva il compito di sorvegliare l'applicazione delle regole imposte dal Senato a tutte le navi. In qualità di funzionario pubblico, inoltre, il Capitano aveva l'onere e l'onore di raccogliere e riportare tutti i fatti salienti e le informazioni di cui fosse venuto a conoscenza durante il viaggio, per poi farne pronta relazione al Senato al rientro a Venezia.
Ogni singolo patrono doveva obbligatoriamente partecipare di persona al viaggio e occuparsi di affittare in carati lo spazio della propria galera a vari mercanti. Per ragioni logiche ed economiche, i commercianti privilegiati erano gli stessi che avevano appoggiato e finanziato l'elezione del patrono stesso. I mercanti che caricavano proprie merci a bordo non sempre le seguivano ma davano delega ai patroni stessi di venderle in determinati porti ed a determinati prezzi. Un altro importante compito dei patroni era quello di reclutare l'equipaggio per la propria galera quali rematori, balestrieri, il medico di bordo, ufficiali (cioè l'homo de conzeio, il navigatore, e il Paron zurado, ufficiale di coperta), e pagarne il relativo salario.

### L'epoca del declino
Se originariamente all'organizzazione statale della marina mercantile, creata attraverso le muda si accompagnava comunque una libera iniziativa privata. Con la fine delle prime a seguito del declino commerciale cinquecentesco e la contemporanea creazione di una stabile marina da guerra, la flotta mercantile veneziana rimase completamente in mano all'iniziativa privata.
Gli equipaggi venivano arruolati a dai capitani tramite il pagamento anticipato di alcuni mesi di paga. Dopodiché dei banditori annunciavano la partenza per tutti e tre i giorni precedenti la stessa: dato l'anticipo ricevuto, la diserzione costituiva un reato, la cui persecuzione, nella città di Venezia, spettava ad una particolare magistratura, i Signori della Notte, che provvedeva all'imbarco forzato o all'arresto.
Uno dei più grandi ammiragli della parte finale della storia della Serenissima fu Angelo Emo, che rivestì il ruolo di provveditore all'Arsenale, poi ammiraglio, e teorizzò in vari scritti l'evoluzione della marina veneta secondo il modello della Royal Navy, ma che si scontrò sempre con la politica di riduzione dei finanziamenti alla flotta attuata dal governo. Con Emo si ebbe l'ultima flotta di dimensioni relativamente grandi messa in campo in una spedizione contro i pirati barbareschi, composta da cinque vascelli di linea e cinque fregate, e una serie di bombarde trasportate su zatteroni assemblabili progettati dallo stesso Emo, quando era direttore dell'arsenale della Repubblica. Dopo aver guidato la flotta ed aver sconfitto facilmente in mare i nemici, dotati solo di galere ed altre imbarcazioni leggere con scarso pescaggio, l'Emo, quando essi si rifugiarono nei loro porti protetti da bassi fondali, ebbe l'accorta idea di bombardare i porti (Sfax, Tunisi, Biserta, per citarne solo alcuni) tramite l'utilizzo degli zatteroni sopra citati, che riuscirono a passare dove alle navi maggiori sarebbe stato impossibile arrivando vicino all'imbocco dei porti (1785-1786); secondo alcuni testimoni dell'epoca, la città di Biserta venne pressoché distrutta. La Serenissima in una occasione analoga promosse una successiva spedizione sempre sotto il comando di Emo, di forza inferiore, che però, nonostante i gravi danni provocati alle città barbaresche, non indusse gli avversari alla resa; Emo non rimase al comando fino alla fine della spedizione, ma rientrò a Venezia cedendo il comando al suo luogotenente, Tommaso Condulmer.
La marina veneziana venne sciolta con l'invasione napoleonica e le navi assunte in forza alla flotta francese.